# Deák Dénes
Deák Dénes (eredeti neve: Deutsch Dénes, 1955-ig) (Budapest, 1931. május 7. – Budapest, 1993. augusztus 23.) magyar műgyűjtő, mecénás, könyvtáros.

## Életpályája
1951–1956 között az Eötvös Loránd Tudományegyetem Bölcsészettudományi karának hallgatója volt; 1962-ben szerzett könyvtár szakos diplomát. 1955-ben változtatta meg mevét Deutsch-ról Deák-ra. Az egyetem alatt két évet Füst Milánnál lakott. Plakátragasztó, segédmunkás, vendéglőben elhelyezett könyvtár vezetője is volt. Az 1960-as évek elején került az Írószövetség könyvtárába. 1975-ben elvesztette munkáját; innentől foglalkozott műgyűjtéssel. 1988-tól művészeti íróként tagja volt a Magyar Népköztársaság Művészeti Alapjának.

### Munkássága
Az 1960-as években kezdett műgyűjtéssel foglalkozni. Eleinte rézkarcokat vásárolt. Kezdetben nagy segítségére volt Dévényi Iván, a jeles műgyűjtő, művészettörténész, aki több művésznek, így Anna Margitnak, Czóbel Bélának, Barcsay Jenőnek is bemutatta. Ők barátságukba fogadták. Czóbel Béla megfestette portréját, Anna Margit átformálta ízlésvilágát. Székesfehérvárt Mrávik László javasolta. Először 1986-ban ajándékozott a városnak egy kisebb, mintegy 80 tárgyból álló kollekciót, melyet a Pelikán Házban helyeztek el (Kossuth utca 15.). Az állandó kiállítás 1988-ban költözhetett az Oskola utca 10. szám alá. Az ünnepélyes megnyitásra 1988. augusztus 19-én került sor, az avatóbeszédet László Gyula professzor mondta. Akkor mintegy 140 műtárgyat - főként festményeket - foglalt magába a kiállítás. Ezen alkalomból jelentette meg saját kiadásában a Deák Gyűjtemény című albumot, melyet Lóska Lajos szerkesztett, valamint bevezetőjét és a művek ismertetését írta. 1994-ben bővült a kiállítás területe, újabb épületek hozzácsatolásával. Így az állandó kiállításon mintegy 600 alkotást festményt, szobrot, érmet láthatnak a látogatók.

## Családja, magánélete
A család 1939-ben katolizált. A második világháború alatt családtagjai nagyrészt meghaltak, anyját mellőle vitték el a nyilasok, a bátyjával maradt. A háború után csak édesapja tért vissza a koncentrációs táborból. Családja nem lett. Bátyja elmegyógyintézetben élt, majd önkezével vetett véget életének. Soha nem nősült meg, gyermekei így nem születtek, ezáltal vele a család is kihalt.

## Díjai
- Henszlmann Imre-díj (1990)
- Székesfehérvár díszpolgára (1993)